# IndieBo
El Festival de Cine Independiente de Bogotá, conocido también como IndieBo, fue un festival de cine celebrado anualmente en el mes de julio en la ciudad de Bogotá, Colombia. Fue fundado en septiembre de 2014 y busca destacar las producciones cinematográficas de corte independiente mediante una programación que consta de películas de este género realizadas en países como Estados Unidos, Suecia, Finlandia, Canadá, Reino Unido, Alemania, Francia y Colombia, entre otros.

## Sedes
La películas que forman parte del programa del IndieBo son presentadas en varios escenarios de la ciudad de Bogotá como la Avenida Chile, la Cinemateca Distrital y los salones de cine Tonalá, Cinemanía y Paraíso, entre otros.

## Categorías
El festival presenta películas independientes anualmente en las siguientes categorías:
- Avant Garde, categoría especializada en películas arriesgadas y originales.
- Animación, películas independientes animadas.
- Colombia, producciones independientes del país cafetero.
- Indiekids, películas para una audiencia infantil.
- Midnight, sección dedicada al suspenso y al terror.
- Mundo, producciones independientes universales.
- Retro, proyección de películas independientes clásicas.
- Ventanas abiertas, espacio de los grandes directores.[4]